# Acrotrichis danica
Acrotrichis danica är en skalbaggsart som beskrevs av Sundt 1958. Acrotrichis danica ingår i släktet Acrotrichis, och familjen fjädervingar. Arten är reproducerande i Sverige.